# خوان رامون اسلاس
خوان رامون اسلاس (انگلیسی: Juan Ramón Escalas؛ زادهٔ ۲ december ۱۹۷۶ (۴۸ سال)) بازیکن فوتبال اهل اسپانیا است.
از باشگاه‌هایی که در آن بازی کرده‌است می‌توان به باشگاه فوتبال گرانادا اشاره کرد.